# Маркус Гандер
Маркус Гандер (итал. Markus Gander — Випитено, 16. мај 1989) професионални је италијански хокејаш на леду који игра на позицији деснокрилног нападача. 
Члан је сениорске репрезентације Италије за коју је дебитовао током 2011. године. Од 2012. игра за италијански Болцано у ЕБЕЛ лиги (коју је и освојио у сезони 2013/14). 